# Peter Dimroth
Peter Dimroth (* 13. November 1940 in Göttingen) ist ein deutscher Chemiker und Biochemiker.

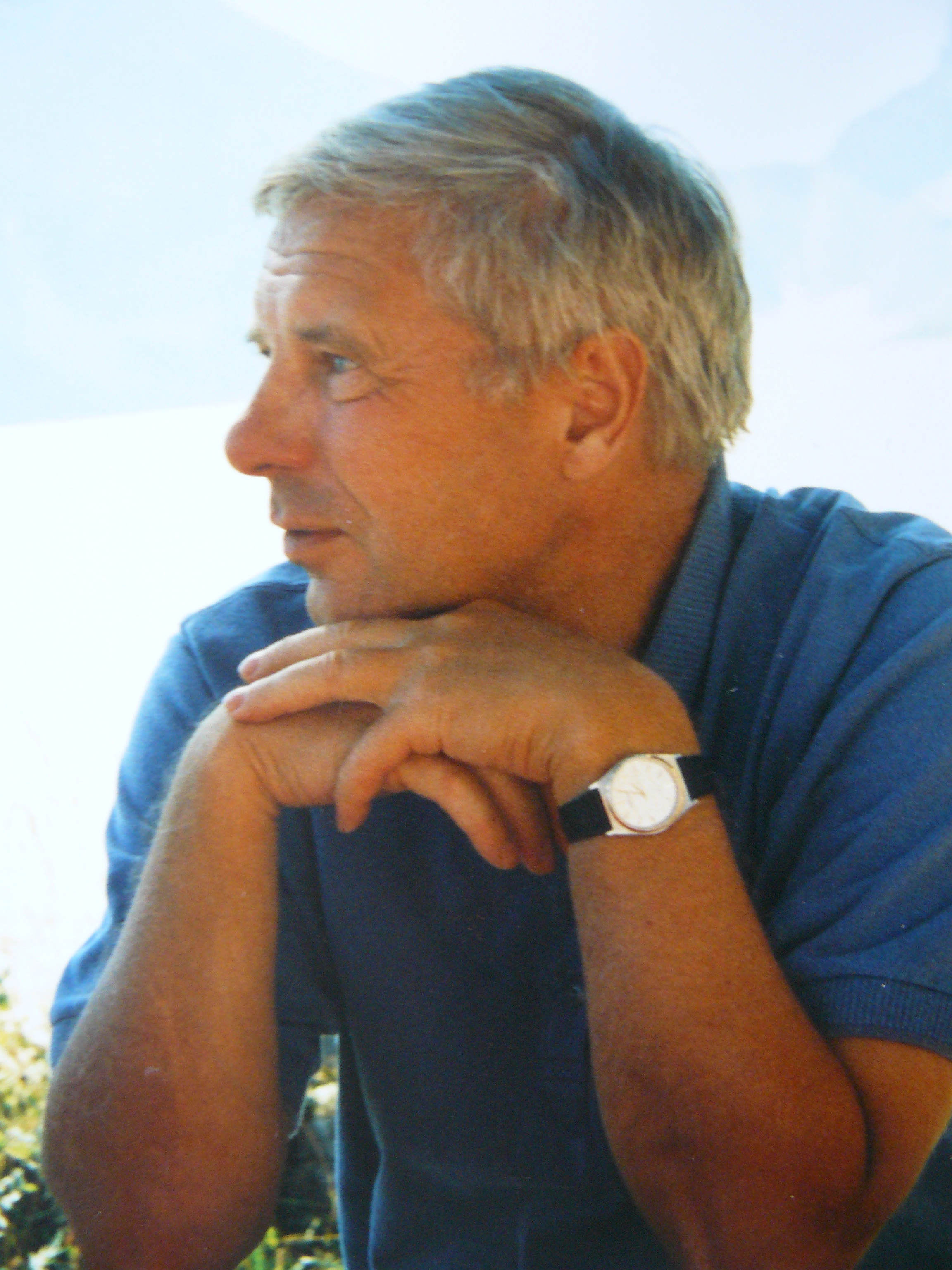
Peter Dimroth, 1999

## Leben
Peter Dimroth wurde als Sohn des Chemikers und Hochschullehrers Karl Dimroth und seiner Ehefrau Charlotte „Lotte“ Dimroth, geborene Grußdorf, geboren. Er ist seit 1969 mit der Künstlerin und Autorin Sinda Dimroth verheiratet und hat einen Sohn namens Frank.
Peter Dimroth studierte Chemie an den Universitäten Marburg, Freiburg und München von 1960 bis 1965. Im Jahr 1969 wurde er für seine Arbeiten am Max-Planck-Institut für Zellchemie in München (heute MPI für Biochemie) unter der Leitung von Feodor Lynen zum Dr. rer. nat. promoviert. Von 1969 bis 1971 war Peter Dimroth Postdoc an der New York University, New York City und der Johns Hopkins University, Baltimore. Nach seiner Rückkehr nach Deutschland im Jahr 1971 war er die folgenden acht Jahre Gruppenleiter an der Universität Regensburg. Von 1980 bis 1990 wirkte Peter Dimroth als Professor für Physiologische Chemie an der Technischen Universität München und lebte in Lochham (Gräfelfing). 1990 wurde er als Professor für Mikrobiologie an die ETH Zürich berufen, wo er bis zu seiner Emeritierung im Jahr 2005 forschte und lehrte.

## Wirken
Die Forschung von Peter Dimroth war hauptsächlich auf ein biochemisches Verständnis des Stoffwechsels und der Bioenergetik von Bakterien ausgerichtet. Peter Dimroth gelang die wegweisende Entdeckung, dass in gewissen Membran-eingebetteten, Ionen-transportierenden Enzymkomplexen Natrium-Ionen die Funktion von Protonen übernehmen. Im Verlauf seiner Forschung hat Peter Dimroth Pionierarbeit geleistet in der funktionellen und strukturellen Charakterisierung von Ionen-transportierenden Enzymkomplexen, welche ein elektrochemisches Natrium-Ionen-Potential aufbauen oder zur Synthese von ATP verwenden. Er charakterisierte auf molekularer Ebene den Mechanismus einer Reihe von Natrium-abhängigen Enzymkomplexen. Dazu zählen Decarboxylasen, FoF1 ATP-Synthasen sowie NADH:Ubiquinon Oxidoreduktasen. Insgesamt haben Peter Dimroths Forschungsarbeiten den Prozess „Dekarboxylierungs-Phosphorylierung“ definiert, welcher nebst der oxidativen Phosphorylierung und der Substratketten-Phosphorylierung als dritte Form der ATP-Synthese Eingang in die Lehrbücher der Mikrobiologie gefunden hat. Für den fundamentalen Vorgang der biologischen „Energiekonservierung“ waren Peter Dimroths Studien von weitreichender Bedeutung, indem sie das Konzept der chemiosmotischen ATP-Synthese, welches ursprünglich von Peter D. Mitchell etabliert und 1978 mit dem Nobelpreis für Chemie ausgezeichnet wurde, validierten und erweiterten.
Peter Dimroths Forschungsarbeiten sind in über 200 wissenschaftlichen Artikeln publiziert. Für seine Arbeiten wurde er 1977 mit dem Karl-Winnacker-Preis ausgezeichnet, und er gehörte regelmäßig zu den meistzitierten deutschen Mikrobiologen. Nebst seinen Verdiensten in der Forschung war Peter Dimroth ein engagierter Hochschullehrer. Von seinen nahezu 40 Doktoranden und Postdocs haben einige die Laufbahn als akademische Forscher und Lehrer eingeschlagen.